# 메이데이가
「메이데이가」(メーデー歌)는 일본의 민중가요다. 첫 소절에서 따와 「들어라 만국의 노동자」(聞け万国の労働者)라고도 한다. 1922년의 제3회 노동절 때 발표된 노래로, 작사자는 오오바 이사무. 곡은 군가 「아무르 강에 흐르는 피」 및 「보병의 본령」 곡조를 그대로 사용하여 가사만 바꾸었다. 이 곡조의 기원은 나가이 겐지가 1899년 발표한 군가 「쇼난공」(小楠公)까지 거슬러올라간다.
작사자 오오바는 당시 이케가이 철공소의 노동조합원이었다. 보병의 본령 멜로디가 이미 교가나 응원가로 널리 사용되고 있었기에 당대에는 인터내셔널가보다 더 널리 알려졌고, 전후에도 불렸다.

## 가사
| 원문                                                                                              | 발음                                                                                              | 해석 |
| 聞け万国の労働者 とどろきわたるメーデーの 示威者(しいしゃ)に起る足どりと 未来をつぐる鬨(とき)の声 | 키케 반코쿠노 로도샤 토도로키 와타루 메데노 지이샤니 오코루 아시도리토 미라이오 츠쿠루 토키노코에 | 들어라 만국의 노동자 우렁차게 울리는 메이데이의 시위자들 발 맞춘 걸음소리와 미래를 여는 함성소리를           |
| 汝の部署を放棄せよ 汝の価値に目ざむべし 全一日の休業は 社会の虚偽をうつものぞ                     | 난지노 부쇼오 호키세요 난지노 카치니 메자무베시 젠이치니치노 큐고와 사카이노 쿄기오 우츠모노조    | 그대의 직장을 버려두어라 그대의 가치에 눈떠야 한다 오늘 하루 온 종일 파업함은 사회의 허위를 치는 것이다      |
| 永き搾取に悩みたる 無産の民よ決起せよ 今や二十四時間の 階級戦は来たりたり                         | 나가키 삭슈니 나야미타루 무산노 타미요 켓키세요 이마야 니쥬요 지칸노 카이큐센와 키타리타리        | 기나긴 착취에 괴로와하는 무산자 민중아 궐기하여라 지금이야말로 스물 네 시간 계급투쟁의 때가 왔노라           |
| 起て労働者ふるい起て 奪いさられし生産を 正義の手もととりかえせ 彼らの力何ものぞ                   | 타테 로도샤 후루이타테 우바이 사라레시 세산오 세기노 테모테 토리카에세 카레라노 치카라 나니모노조 | 일어나라 노동자 떨쳐 일어나 빼앗긴 우리의 생산한 바를 정의의 손으로 되찾아내자 저놈들의 힘따위 무어란 말이냐 |
| われらが歩武の先頭に 掲げられたる自由旗を 守れメーデー労働者                                      | 와레라가 호부노 센토니 카카게 라레타루 아카하타오 마모레 메데 로도샤                              | 우리들의 보무의 선두에 드높이 내걸린 붉은 기를 지켜라 메이데이 노동자                                        |